# Ночь перед Рождеством (балет)
«Ночь перед Рождеством» — балет Б. В. Асафьева в 3 актах (7 картинах) по одноимённой повести Н. В. Гоголя. Автор либретто Ю. И. Слонимский. Балет был впервые поставлен 15 июня 1938 года как выпускной спектакль Ленинградского хореографического училища на сцене Театра имени Кирова (ныне Мариинский театр).

## История постановок
15 июня 1938 года — Театр имени Кирова (Ленинград). Балетмейстер В. А. Варковицкий, дирижёр П. Э. Фельдт, художник А. А. Коломейцев.
9 декабря 1938 года — Московский художественный балет (премьера на гастролях в Ленинграде). Балетмейстеры Ф. В. Лопухов и В. П. Бурмейстер, режиссёр П. А. Марков, художник-декоратор В. С. Барков, художник по костюмам Б. Г. Кноблок, дирижёр В. А. Эдельман. Партию Солохи исполнила М. С. Сорокина, Вакулы — И. В. Курилов, Чёрта — А. С. Тольский, Оксаны — А. А. Урусова, Чуба — А. А. Клейн, Одарки — А. Э. Фин. Премьера в Москве состоялась 29 декабря 1938 года.

## Критика
В балете «Ночь перед Рождеством» используется контрастное сопоставление, — один и любимых приёмов композитора Б. В. Асафьева. Сцены жизни украинского села сопоставляются с бытом при дворе Екатерины II, а стилизованный украинский танцевальный фольклор — с придворной музыкой XVIII века. В частности, в подражание звукам клавесина в оркестре используется фортепиано соло.
По мнению театрального критика Д. Л. Тальникова, в постановке Ф. В. Лопухова балет «рассказан» богатым театральным языком, «органически слитым со сценическим действием». Характер каждого персонажа балетмейстер передал при помощи танца. Например, Солоха и Чёрт исполняли гротесковый классический танец, в танце Вакулы был передан его народный характер. Танец Дьяка вокруг Солохи характеризуется «мелкостью движений», а пьяный Кум передвигается с трудом отрываясь от земли.